# Finnebørn
Finnebørn er betegnelsen for de omkring 75.000 finske børn, der under Vinterkrigen 1939-40 og Fortsættelseskrigen 1941-44, blev evakueret til de skandinaviske lande, først og fremmest Sverige og Danmark og Norge. Der kom ca. 4.000 af de såkaldte finnebørn til Danmark; de blev fordelt hos plejefamilier over hele landet. Størstedelen vendte tilbage til Finland efter kort tid, men mange valgte at blive i Danmark til krigen var overstået. Lidt over 10% af finnebørnene blev i Danmark for bestandigt.

## Historie
Allerede under Vinterkrigen blev adskillige børn sendt ud af Finland. Mange til Sverige, men det var hovedsageligt til familie eller venner på privat basis. Både Danmark og Norge tog også mod et mindre antal (ca. 120 til hvert land), men de fleste vendte hurtigt tilbage efter fredsslutningen. Under Fortsættelseskrigen tog evakueringen af børn fra Karelen og de større finske byer for alvor tog fart. Det var nabolandet Sverige, som tog den største del: hen imod 65.000 børn. Det præcise antal kendes ikke, idet der ikke er styr på de private aftaler.
Til Danmark kom der ca 4.000 børn, og heller ikke her kendes det præcise antal. Det skyldes, at danskere brændte arkivet på "Finlandshjælpens" kontor i København, da Finland gik fra at være allieret med Tyskland til at blive Tysklands fjende, da Finland sluttede fred med Sovjetunionen d. 4. september 1944 og afsluttede Fortsættelseskrigen. Man brændte arkiverne for at forhindre tyskerne i at få navnelister over de finske børn, som stadig var i Danmark, da man frygtede at tyskerne måske ville internere de finske børn i Danmark. En af Sovjets fredsbetingelserne var, at finnerne skulle internere eller fordrive de tyske tropper i landet. Det kom til at betyde, at store dele af Lapland blev fuldstændigt ødelagt, da tyskerne brugte den brændte jords taktik ved tilbagetrækningen mod det stadig besatte Norge.
Formålet med at sende så mange finske børn væk fra deres hjem og familie, var dels at beskytte dem mod krigen, dels at give dem mulighed for at få bedre ernæring og leveforhold. Meningen var, at børnene skulle være i Sverige eller Danmark i kort tid som på ferie. Det blev oftest noget længere end den danske sommerferie, ofte et halvt år eller mere og for mange helt til krigens slutning.
Af de ca. 4.000 børn, som kom til Danmark, regner man med at ca. 350 fik lov at blive i Danmark for bestandigt. Nogle dog efter at de havde været hjemme i Finland uden at kunne finde sig til rette, fordi de havde glemt deres tidligere sprog, eller fordi de var groet sammen med deres nye danske familie, som de havde boet hos i mange år. Mange af de finske børns fædre var faldet i krigen, og i flere tilfælde var der heller intet hjem at vende tilbage til. De fleste vendte dog hjem, ikke mindst fordi deres finske familier krævede det, men også fordi den finske stat krævede sine børn tilbage. De sidste organiserede hjemsendelser fra Danmark fandt sted i 1947.